# ميريت روهلين
كان ميريت روهلين (بالإنجليزية: Merritt Ruhlen)، (10 مايو 1944 - 29 يناير 2021) عالمًا لغويًا أمريكيًا، عمل على تصنيف اللغات وما يكشفه ذلك عن أصل الإنسان الحديث وتطوره. كان عمل روهلين موضع اعتراف وتقدير بين أوساط اللغويين باعتباره يقف خارج الاتجاه السائد في علم اللغة التاريخي المقارن. كان روهلين هو المؤيد والمدافع الرئيسي عن منهج العالم اللغوي الأمريكي جوزيف جرينبيرج في تصنيف اللغة.

## السيرة الذاتية
وُلد فرانك ميريت روهلين عام 1944، ودرس في جامعة رايس، وجامعة باريس، وجامعة إلينوي، وجامعة بوخارست. حصل على درجة الدكتوراه عام 1973 من جامعة ستانفورد بأطروحة حول التحليل التوليدي لعلم الصرف الروماني. عمل روهلين، بعد ذلك ولعدة سنوات، باعتباره مساعد باحث في مشروع ستانفورد يونيفرسالز، تحت إشراف اللغويين الكبيرين جوزيف جرينبرج وتشارلز فيرجسون.
أصبح منذ عام 1994 محاضرًا في العلوم الأنثروبولوجية (علم دراسة الإنسان) وعلم الأحياء البشري في جامعة ستانفورد، كما كان مديرًا مشاركًا، إلى جانب عالم الفيزياء النظرية موري جيلمان (وكذلك العالم اللغوي الراحل سيرجي ستاروستين، الذي ظل في هذا المنصب حتى عام 2005)، لبرنامج معهد سانتا في، حول مشروع تطور اللغات البشرية. كان روهلين، منذ عام 2005، عضوًا في المجلس الاستشاري لمشروع جينوغرافيك، كما عُيّن أستاذًا زائرًا في جامعة مدينة هونغ كونغ. عرف روهلين جوزيف جرينبيرج وعمل معه لمدة ثلاثة عقود ونصف، وأصبح المناصر الرئيسي والمدافع عن أساليب جرينبيرج في تصنيف اللغة.

## كتبه
روهلين هو مؤلف العديد من الكتب التي تتناول لغات العالم وتصنيفاتها.
- يقدم كتاب «دليل لغات العالم» (1975) معلومات حول الأنظمة والتصنيفات الصوتية لـ700 لغة، يُستهل هذا الكتاب بمعلومات أساسية للغويين وغير اللغويين. نُشرت نسخة موسعة إلى حد كبير من هذا العمل عام 2005 على الموقع الإلكتروني لمعهد سانتا في.
- «دليل لغات العالم، المجلد الأول: التصنيف» (1987) يتضمن تصنيفًا للغات العالم. تاريخها وتحليل التصنيف الجيني للغات؛ والدفاع عن العمل التصنيفي المثير للجدل لجوزيف جرينبيرج.
- «أصل اللغة: تتبع تطور اللغة الأم» (1994أ)
- «حول أصل اللغات: دراسات في التصنيف اللغوي» (1994ب). نشر روهلين في عام 1994 هذين الكتابين اللذين تتشابه موضوعاتهما وعناوينهما، لكنهما موجهان إلى جماهير مختلفة. يُوجه الكتاب الأول إلى الأشخاص العاديين، ويتضمن تمارين يُدعى فيها القراء إلى تصنيف اللغات بأنفسهم باستخدام تقنية جرينبيرج، المعروفة بشكل مختلف باسم «المقارنة الجماعية» و«المقارنة المتعددة الأطراف». أما الكتاب الأخير فهو موجه إلى اللغويين ويؤكد أن بعض الافتراضات السائدة بين اللغويين التاريخيين غير صحيحة. أحد هذه الافتراضات هو أن المعيار الوحيد الصحيح لتحديد عائلة لغوية هو المراسلات الصوتية المنتظمة وإعادة بناء لغتها الأصلية. حيث إنه لا يمكن تنفيذ هذه الخطوات إلا بعد إثبات حقيقة الأسرة عن طريق التصنيف – بحسب روهلين.